# Данкович Роман Михайлович
Роман Михайлович Данкович (нар. 28 грудня 1992) — український футболіст. Воротар клубу «Куликів-Білка».

## Кар'єра гравця
Вихованець Львівського училища фізичної культури. Перший професійний контракт підписав з ФК «Карпати» (Львів) і виступав за «Карпати-2» в другій лізі упродовж сезонів 2008/09 (1 матч) та 2009/10 років (7 матчів). У молодіжній першості України в сезоні 2010/11 років провів за «Карпати» 17 матчів, а в наступному сезоні — 13 матчів.
Також грав у друголігових тернопільських командах: «Ниві» (сезон 2011/12 — 8 матчів) та ФК «Тернопіль» (сезон 2012/13 рр. — 20 матчів у першості та 1 матч на Кубок України). У 2007—2009 роках разом з Максимом Ковалем був основним воротарем юнацької збірної України (U-16 та U-17), за яку провів 18 матчів.
У 2013—2015 роках виступав за стрийську «Скалу». 31 серпня 2014 року допоміг стриянам здобути нічию, забивши гол з своєї половини поля команді «Кристал» (Херсон).